# Бути найкращим
Бути найкращим (англ. To Be the Best) — американський бойовик 1993 року.

## Сюжет
Рік Кулхейн тренував своїх синів Еріка та Сема до чемпіонату світу в Лас Вегасі. Брати підробляли в нелегальних бійках за гроші. Одного разу їм запропонували грощі за програш, старший брат взяв гроші, а молодший відмовився і ледь не позбувся через це життя. У Лас Вегас молодший брат приїхав зі своєю нареченою і його знову попросили програти, за 100 тисяч доларів. В іншому випадку обіцяли вбити наречену. Він не піддався і здобув перемогу. Після цього братам разом з батьком довелося рятувати дівчину з рук бандитів.

## У ролях
- Майкл Ворт — Ерік Кулхейн
- Мартін Коув — Рік Кулхейн
- Філліп Трой Лінджер — Сем Кулхейн
- Бріттні Пауелл — Шеріл
- Алекс Корд — Джек Роджерс
- Майк Тоні — Маріо
- Рон Йуан — Хан Ло
- Вінс Мурдокко — Герцог
- Стівен Вінсент Лі — Хонг Ду
- Маркелл Бойд — рефері
- Арт Камачо
- Том Дітерс — поганий хлопець
- Марк Джинтер — Лі
- Девід Халвер — убивця
- Ренделл Широ Айдейші — боєць
- Джей Ласофф — боєць
- Хелен Маія — Sam's Thai Crush
- Аарон Севілль
- Лелагі Тогісала — боєць
- Т.Дж. Веллс — диктор Фред